# 伊豆の国市立大仁中学校
伊豆の国市立大仁中学校（いずのくにしりつ おおひとちゅうがっこう）は、静岡県伊豆の国市三福にある公立中学校。

## 沿革
- 1947年（昭和22年）4月1日 - 「大仁町立大仁中学校」創設。
- 1949年（昭和24年）9月 - 校章制定[1]。
- 1950年（昭和25年）9月 - 校歌制定[1]。
- 1961年（昭和36年）4月1日 - 「大仁東中学校」を統合[1]。
- 2005年（平成17年）4月1日 - 韮山町・伊豆長岡町との合併により、「伊豆の国市立大仁中学校」と改称。